# Cité impériale

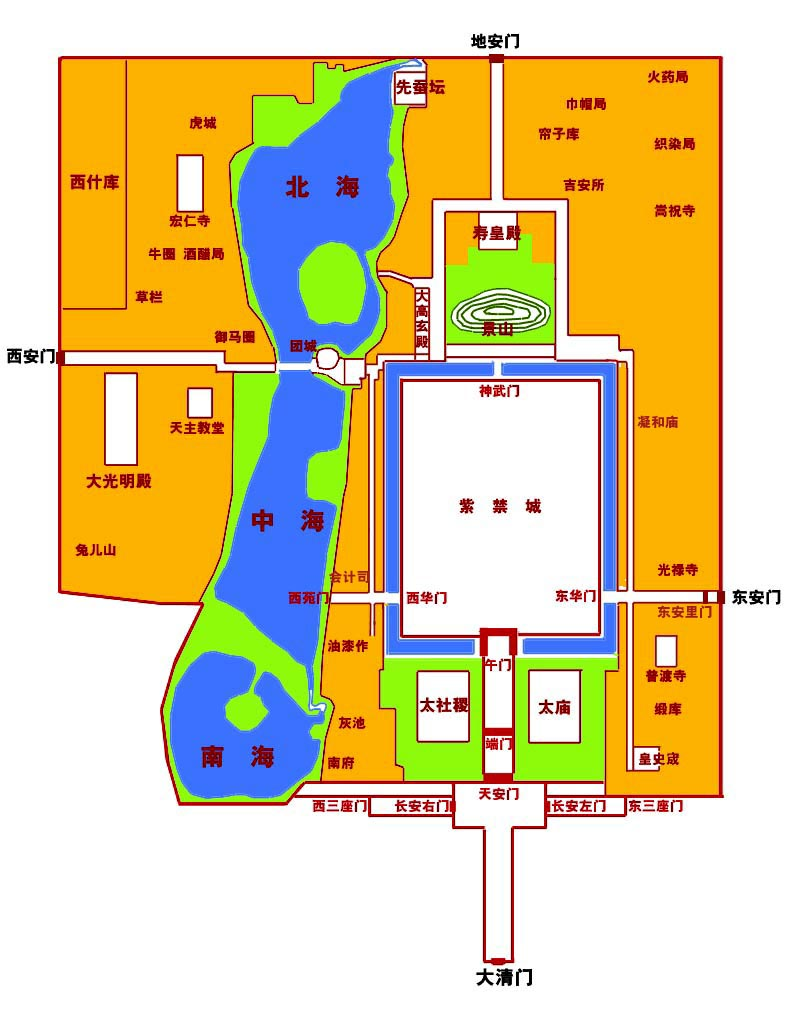
Limites de la Cité impériale de Pékin ; au centre (en blanc), les limites de la Cité interdite entourée de ses douves ; à l'ouest, les lacs Zhongnanhai (central et sud) et Beihai (nord).

Représentation du Pékin historique : la Cité impériale et au centre la Cité interdite (orange), la ville tartare (ville nord) et la ville chinoise (ville sud).

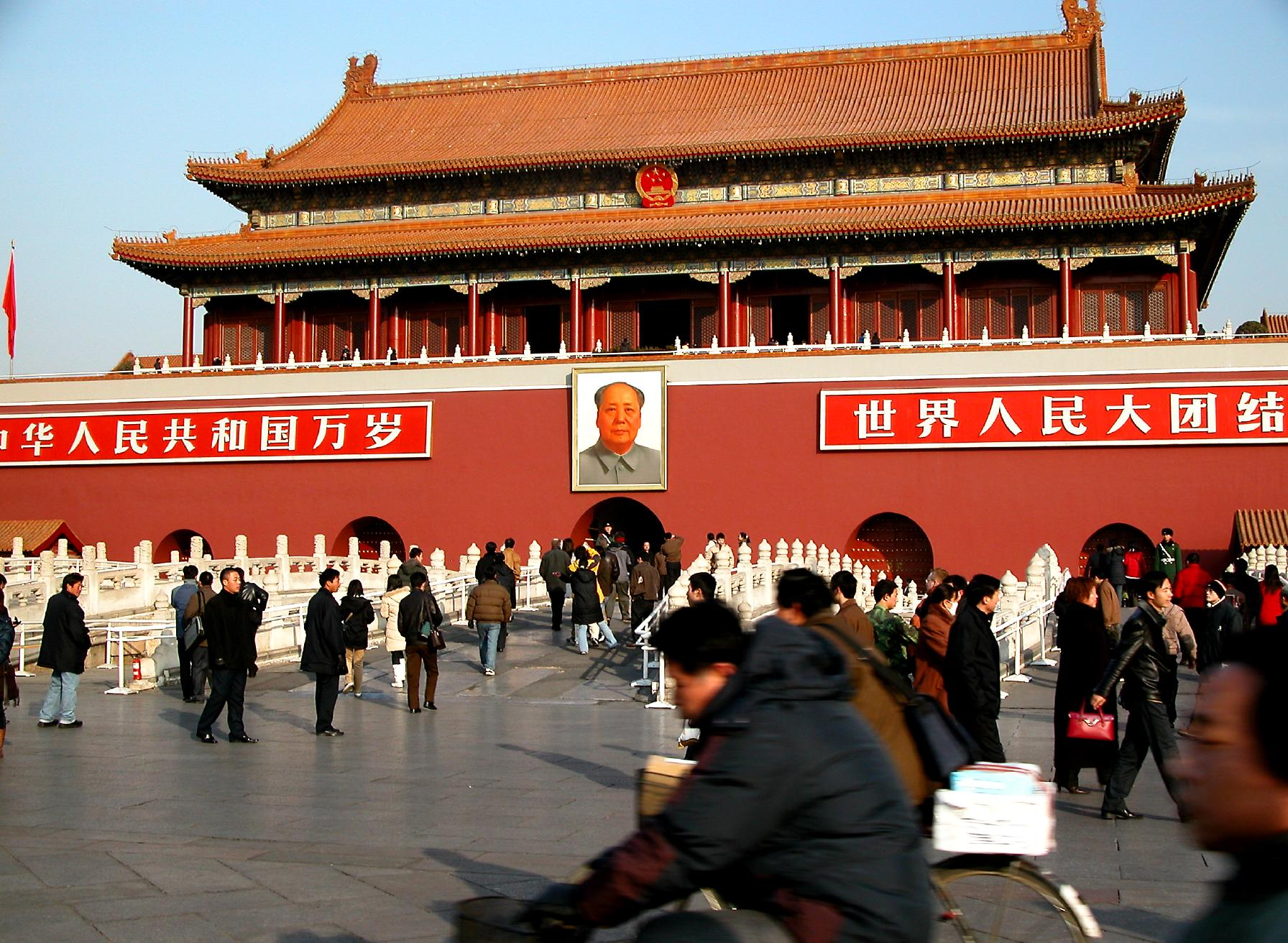
Tian'anmen, la seule porte extérieure toujours existante de la Cité impériale de Pékin

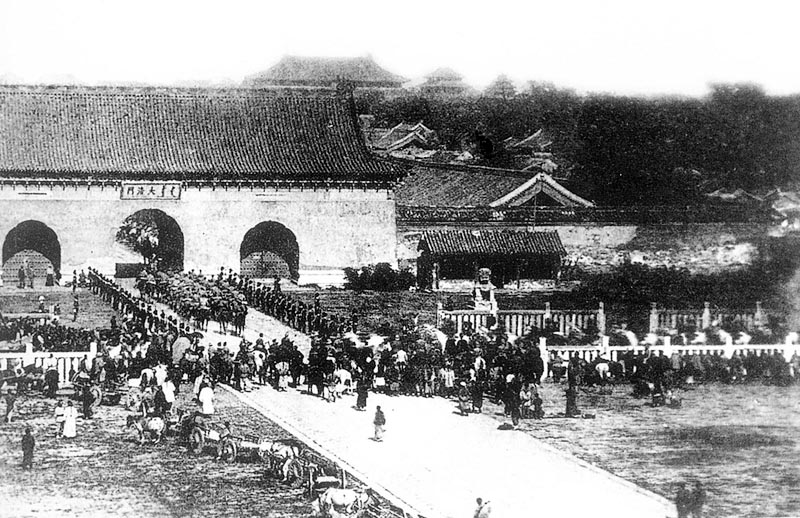
La Porte de Chine en 1902

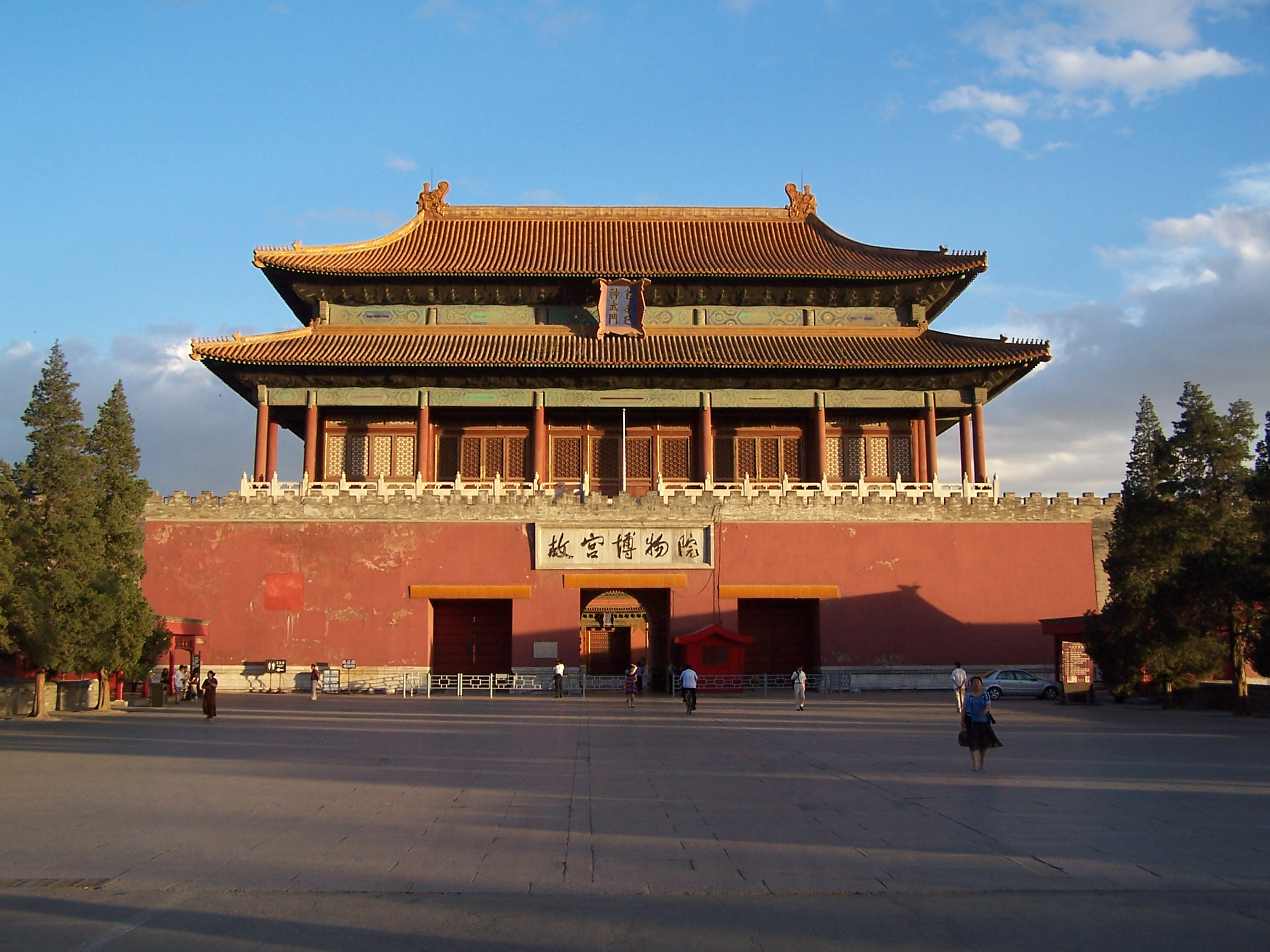
Shenwumen ou Porte de la prouesse divine

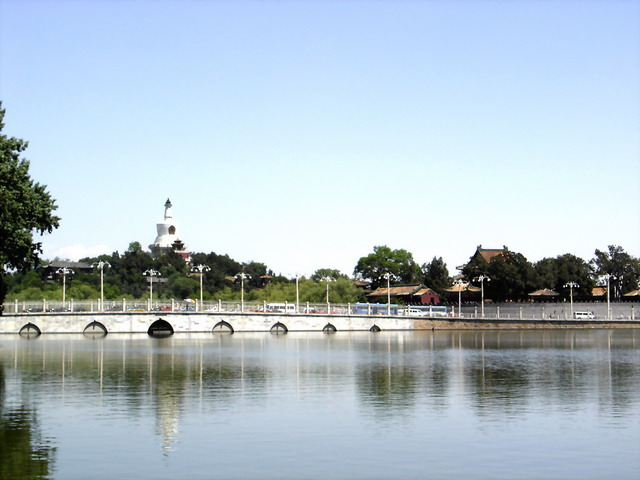
Beihai vu de Zhongnanhai, et le pont séparant les deux lacs

La Cité impériale (chinois : 北京皇城 ; pinyin : Běijīng Huángchéng ; Mandchou : Dorgi hoton, littéralement « La ville intérieure ») est une partie de la ville de Pékin existant durant les dynasties Ming et Qing. Elle comprenait un ensemble de jardins, tombeaux et divers bâtiments compris entre la Cité interdite dont elle était isolée par des douves de 52 m de large, et la ville tartare du Pékin historique dont elle était séparée par des murailles percées de cinq portes. 

## Construction
Au cours de la dynastie Yuan, Pékin était connu sous le nom de Dadu, et la Cité impériale constituait le centre de la ville. En 1368, les armées Ming conquirent la ville, et changèrent son nom en Beiping (littéralement la paix du nord), et la capitale fut déplacée à Nankin (la capitale du sud). La Cité impériale fut épargnée par les combats, et ne dut déplorer que peu de dégâts. L'empereur Hongwu décréta cependant sa destruction en 1369. 
En 1370, le quatrième fils de Hongwu, Zhu Di, fut intronisé prince de Yan, et installa son siège à Beiping. En 1379, il fit construire un palace princier au sein de la Cité impériale Yuan. 
En 1399, Zhu Di prit le pouvoir. Il se fit introniser sous le nom d'empereur Yongle en 1402. En 1403, Beiping fut rebaptisé Beijing / Pékin (littéralement « la capitale du nord »), et le déménagement de la résidence impériale y fut envisagé en 1406. 
En 1406, la construction de la Cité interdite débuta, en s'inspirant des palais existants à Nankin. Le nouveau palais impérial fut construit sur le site du palais Yuan. Pour des raisons liées au Feng shui, la terre enlevée pour la construction fut utilisée pour bâtir la colline de charbon du parc Jingshan au nord du palais impérial, protégeant ainsi celui-ci de la mauvaise influence nordique.
À partir de la Cité impériale Yuan, la zone fut agrandie en incorporant les lacs de Zhongnanhai et Beihai, ainsi que la campagne environnante. 

### Portes

#### Vers la ville tartare
Les portes intérieures de la Cité impériale vers la ville tartare étaient les suivantes (à partir de la place Tian'anmen, et dans le sens des aiguilles d'une montre) :
- Tian'anmen (天安门) - Porte de la Paix céleste
- Zhonghuamen (中华门) (anciennement Dàqīngmén, Porte de la dynastie Qing) - Porte de Chine
- Xi'anmen (西安门) - Porte de la Paix occidentale
- Di'anmen (地安门) - Porte de la Paix terrestre
- Dong'anmen (东安门) - Porte de la Paix orientale

#### Vers la Cité interdite
Les portes intérieures de la Cité impériale vers la Cité interdite étaient les suivantes (à partir du prolongement de la place Tian'anmen, et dans le sens des aiguilles d'une montre) :
- Wumen (午门) - Porte du Midi
- Xihuamen (西华门) - Porte de Gloire occidentale
- Shenwumen (神武门) - Porte de la prouesse divine
- Donghuamen (东华门) - Porte de Gloire orientale

## Dynastie Ming
La Cité interdite se trouve au centre de la Cité impériale. À l'ouest, se trouvent les lacs Zhongnanhai et Beihai, qui étaient entourés des jardins impériaux, et généralement dénommés ensemble Parc occidental.
Au sud de la Cité interdite se trouvent les Sépultures impériales de la Famille (太庙) et la Sépulture de l'État (太社稷). Davantage vers le sud se trouvait le « Corridor de mille pas », que voisinaient de part et d'autre les bureaux des différents ministères.
La Cité impériale comportait six portes :
- Au sud se trouvait la « Porte du Grand Ming » (renommée plus tard, Daqingmen , soit porte du Grand Qing, puis Porte de Chine - Zhonghuamen).
- Derrière la Porte du Grand Ming se trouvait « Chengtianmen », (renommée plus tard Tian'anmen, « Porte de la Paix céleste »).
- De part et d'autre de Tian'anmen se trouvaient la « Porte gauche de Chang'an » (Xi'anzuomen) et la « Porte droite de Chang'an » (Xi'anyoumen).
- À l'est se trouvait « Dong'anmen » (« Porte de la Paix orientale ») et à l'ouest « Xi'anmen » (« Porte de la Paix occidentale »).
- Au nord se trouvait « Houzaimen » (renommée plus tard Dianmen, « Porte de la Paix annuelle »).

Se trouvaient également au sein de l'enceinte de la Cité impériale divers bâtiments de service, des entrepôts, une cage aux léopards, des temples taoïstes, et un palais pour le petit-fils de l'empereur.

## Dynastie Qing
Après la chute de la dynastie Ming, les dirigeants Qing enlevèrent les bâtiments annexes. Mis à part la zone entourant directement les lacs de Zhongnanhai et Beihai, la partie occidentale de la Cité impériale fut données aux princes et aux membres des Huit bannières comme domaines résidentiels. De même, si ce ne sont que quelques entrepôts, la partie orientale de la Cité interdite fut également donnée aux membres des Huit bannières. À la collection de temples de la Cité impériale fut ajoutée une église catholique sur la rive occidentale de Zhongnanhai.

## De la république de Chine à nos jours
Après la chute de la dynastie Qing en 1912, le gouvernement de la république de Chine s'empara de la Cité impériale. Zhongnanhai fut un temps résidence présidentielle. Le tombeau impérial fut intégré au musée du Palais. Beihai et Jingshan devinrent des parcs publics. La plupart des temples et des entrepôts devinrent des résidences privées. 
En 1912, à la suite d'un coup d'État du seigneur de la guerre Cao Kun, Donganmen fut détruite par le feu. En 1914, le Corridor des milles pas fut démoli pour faire place au parc Zhongshan, nom donné par Sun Yat-sen. En 1915, pour améliorer le trafic dans la ville, une bonne partie des murailles de la ville impériale fut détruite. Après le déplacement de la capitale à Nankin, Zhongnanhai devint un parc public.
En 1949, la république populaire de Chine établit sa capitale à Pékin. Dans les années qui suivirent, toutes les portes à l'exception de Tian'anmen furent démolies. La plupart des temples et Paifangs de la Cité impériale furent également démolis. 
Zhongnanhai devint le lieu de résidence du nouveau gouvernement, abritant le siège du Parti communiste chinois et du Conseil d'État. De nombreux bâtiments anciens y furent détruits. 
La zone à l'ouest du parc Beihai était occupée par le département de la défense, avec une importante construction dominant le parc. La plupart des temples de la Cité impériale étaient occupés par l'Armée populaire de libération. Certains de ces immeubles sont toujours occupés et parfois en mauvais état. 
Depuis 2000, le gouvernement municipal de Pékin a restauré certains des temples, et a refait un parc à proximité des restes des murailles de la Cité impériale. Il est envisagé de réinstaller diverses institutions en ces constructions historiques. En 2004, une ordonnance datant de 1984 concernant la hauteur et les restrictions de construction dans la zone de la Cité impériale a été reconduite, en zone tampon à la Cité interdite. En 2005, une proposition a été faite d'inclure la Cité impériale et le parc Beihai comme extension de la Cité interdite en tant que patrimoine UNESCO.